# 31 Minutos
31 Minutos (Spaans voor 31 Minuten) is een Chileens kinderprogramma in de vorm van een actualiteitenrubriek waarin poppen verschillende items presenteren. Na het succes in Chili is het programma in heel Latijns-Amerika uitgezonden via Nickelodeon.

## Programma
Na het winnen van een wedstrijd voor jonge programmamakers kregen de bedenkers de nodige financiering om hun idee daadwerkelijk gestalte te gaan geven. De prijs hield mede in dat het programma op het publieke kanaal van Chili (TVN) zou worden uitgezonden en werd meteen een succes. Na het eerste seizoen zijn er nog 3 seizoenen geproduceerd, dit keer door het kanaal zelf gefinancierd.
Tijdens de uitzending wordt er vanuit de studio geschakeld naar verschillende items die door een van de vele verslaggevers op locatie gemaakt wordt. Maatschappelijke en ecologische onderwerpen spelen daarin vaak een belangrijke rol, waardoor het programma ook een zekere pedagogische waarde heeft. Veel serieuze thema's die aansluiten bij problemen die kinderen kunnen tegenkomen, worden op een humoristische manier toegankelijk gemaakt.
De poppen zelf zijn niet zo gedetailleerd als bijvoorbeeld de Muppets, en bestaan vaak maar uit een sok met knopen. Ondanks deze simpelheid heeft elk personage toch een geheel eigen identiteit. Zowel kinderen als volwassen kunnen het programma erg waarderen vanwege de humor en de geslaagde parodieën met de echte wereld. Nickelodeon heeft het programma in 2004 gekocht en uitgezonden in heel Latijns-Amerika. Voor Brazilië is er een speciale Portugese versie gemaakt. Het programma heeft verschillende nationale en internationale prijzen gewonnen. In 2004 is het programma genomineerd voor een Emmy-award in de categorie "Children & Young People".
Na het uitkomen van de film 31 Minutos: La película in maart 2008 zijn er geen nieuwe afleveringen meer gemaakt. Wel zijn de producenten bezig met een spin-off waarin enkele personages uit de serie aan meedoen. In de loop van 2009 zal deze serie op de Chileense publieke omroep TVN te zien zijn.
In Nederland is er eenmaal een verkorte aflevering van 31 Minutos te zien geweest tijdens de eerste aflevering van het VPRO-programma Villa Achterwerk: The Popgroep. Na de eerste aflevering is dit onderdeel echter geschrapt. Cabaretier Niels van der Laan heeft de verschillende stemmen ingesproken.

## Film
Na het succes van de televisieserie is op 27 maart 2008 de film 31 Minutos, la película uitgebracht.

## Personages
- Tulio Triviño: Tulio is de gefrustreerde en ijdele nieuwslezer van 31 Minutos. In de Nederlandse aflevering heet hij Herman Hoost.
- Juan Carlos Bodoque: Juan Carlos is een van de verslaggevers en vriend van Tulio, alhoewel hij liever zelf nieuwslezer was geweest en zijn jaloezie daarom soms verandert in verraad. Ook presenteert hij het item "Nota Verde" (De groene boodschap) waarin het milieu aan bod komt. Juan Carlos heet in Nederland Carlos Kaliber.
- Juanín Juan Harry: Juanín is de introverte producer van het programma. Hij voelt zich heel verantwoordelijk en treedt op wanneer het in de soep dreigt te lopen. Werkt heel hard maar wordt daarom niet door iedereen altijd even serieus genomen.
- Policarpo Avendaño: Policarpo is de presentator van het onderdeel "Ranking Top Top Top" waarin er verschillende liedjes worden getoond. Deze liedjes zijn vaak erg aanstekelijk en grappig.
- Calcetín con Rombosman (geruite sok-man): Een superheld die de wereld wil redden, sinds hij zijn broertje is kwijt geraakt. Hij maakt zich sterk voor de rechten van de mens.